# Districte de la Landa
L'Heidekreis o districte de la Landa és un districte de l'estat de Baixa Saxònia a Alemanya). La capital del districte és Fallingbostel. El 2015 tenia uns 137.000 habitants a una superfície de 1.873,5 km². Fins al 31 de juliol de 2011 es deia Landkreis Soltau-Fallingbostel.

## Geografia
Limita a l'oest amb els districtes de Verden i Rothenburg, al nord amb els districtes d'Harburg i Lüneburg), a l'est amb Uelzen i Celle, al sud limita amb la Regió de Hannover.
És un districte força rural, al mig de la landa del Lüneburger Heide i regat pels rius i rierols de l'Al·ler, Örtze, Este, Leine, Grindau, Böhme, Bomlitz, Warnau, Fulde, Haverbeeke, Seeve, Wümme, Wiedau, Luhe i del Wietze. El turisme és la seva activitat principal, entre altres al Parc ornitològic mundial (Weltvogelpark) a Walsrode, el Parc de la landa (Heide-Park) a Soltau i el Parc Serengeti a Hodenhagen. El relleu dolç i els camins rurals atreuen ciclistes i passejants, els rius agraden als pescadors esportius i als navegants amb canoa.

## Història
El 1803 l'exèrcit francès sota Napoleó va ocupar el territori del futur districte i atorgar-lo al Departament de les Boques de l'Elba al Regne de Westfàlia. El 1867 l'administració prussiana va crear els districtes de Soltau i Fallingbostel. El 1977 aquests van fusionar-se i l'1 d'agost de 2011 va oficialitzar el seu nom actual.

## Ciutats i municipis

### Municipis
| 1. Ciutat de Bad Fallingbostel (11.404) 2. Bispingen (6.219) 3. Bomlitz (6.924) 4. Ciutat de Munster, (16.165) 5. Neuenkirchen (5715) 6. Ciutat de Schneverdingen, (18.837) 7. Ciuitat de Soltau, (21.829) 8. Ciutat de Walsrode, (23.978) 9. Wietzendorf (4.023) |

### Municipis conjunts
| - 1. Municipi conjunt d'Ahlden (7.011) 1. Ahlden (Aller), Flecken (1.536) 2. Eickeloh (795) 3. Grethem (672) 4. Hademstorf (853) 5. Hodenhagen (seu) (3155) - 2. Municipi conjunt de Rethem/Aller (4.601) 1. Böhme (916) 2. Frankenfeld (549) 3. Häuslingen (884) 4. Ciutat de Rethem (Aller) (seu) (2252) | - 3. Municipi conjunt de Schwarmstedt (12.162) 1. Buchholz (Aller) (2.060) 2. Essel (1.076) 3. Gilten (1.185) 4. Lindwedel (2.631) 5. Schwarmstedt (seu) (5.210) |

Districte sense municipi
- Osterheide
(762)

## Presidents del Landrat
- 1977–1996: Wolfgang Buhr (CDU)
- 1996–2006: Hermann Söder (CDU)
- Seit 2007: Manfred Ostermann (sense partit)